# 상한 갈대
"상한 갈대"는 1984년에 개봉한 대한민국의 영화이다.

## 캐스팅
- 최정민 : 이근화 역
- 박일준 : 안토니 역
- 문순섭
- 이자영
- 나소운
- 문미봉
- 한재수
- 장강원
- 토미 스트러그스
- 다이안 그리셀
- 랜디 홀리쉐
- 나란 베누스
- 루디 로드리게즈
- 장 피에르
- 죤리
- 커티스 사이버